# Вероятность избежания резонансного захвата
Вероятность избежания резонансного захвата φ — вероятность достижения быстрым нейтроном тепловой энергии. Данная величина представляет собой отношение числа быстрых нейтронов, избежавших захвата во время замедления к числу всех быстрых нейтронов. φ<1.

## Резонансное поглощение нейтронов
Как известно, ядро может захватить нейтрон только в том случае, если кинетическая энергия нейтрона близка к энергии одного из энергетических уровней нового ядра, образующегося в результате захвата. Сечение захвата такого нейтрона ядром резко увеличивается. Энергия, при которой сечение взаимодействия нейтрона с ядром достигает максимума, называется резонансной. Резонансный диапазон энергий разбит на две части: область разрешенных и неразрешенных резонансов. Первая область занимает энергетический интервал от 1 эВ до Eгр. В этой области энергетическое разрешение приборов достаточно для выделения любого резонансного пика. Начиная с энергии Eгр расстояние между резонансными пиками становится меньше энергетического разрешения и резонансные пики не разделяются. У тяжёлых элементов граничная энергия Eгр≈1 кэВ.
В реакторах на тепловых нейтронах основным резонансным поглотителем нейтронов является 238U. В таблице для 238U приведены несколько резонансных энергий нейтронов Er, максимальные сечения поглощения σa, r в пике и ширина Г этих резонансов.
| Er, эВ | σa, r, барн | Г, мэВ |
| ------ | ----------- | ------ |
| 6,68   | 22030       | 26,3   |
| 21,0   | 33080       | 34,0   |
| 36,8   | 39820       | 59,0   |
| 66,3   | 21190       | 43,0   |

## Эффективный резонансный интеграл
Примем, что резонансные нейтроны движутся в бесконечной системе, состоящей из замедлителя и 238U. При столкновении с ядрами замедлителя нейтроны рассеиваются, а с ядрами 238U — поглощаются. Первые столкновения способствуют сохранению и выведению резонансных нейтронов из опасной зоны, вторые ведут к их потере.
Вероятность избежания резонансного захвата (коэффициент φ) связана с плотностью ядер NS и замедляющей способностью среды ξΣS соотношением
{\displaystyle \varphi =e^{-{\frac {N_{S}}{\xi \Sigma _{S}}}J_{\mathrm {eff} }}.}
Величину Jeff называют эффективным резонансным интегралом. Он характеризует поглощение нейтронов отдельным ядром в резонансной области и измеряется в барнах. Использование эффективного резонансного интеграла упрощает количественные расчеты резонансного поглощения без детального рассмотрения взаимодействия нейтронов при замедлении. Эффективный резонансный интеграл обычно определяют экспериментально. Он зависит от концентрации 238U и взаимного расположения урана и замедлителя.

### Гомогенная система
В гомогенной смеси замедлителя и 238U эффективный резонансный интеграл с хорошей точностью находят по эмпирической формуле
{\displaystyle J_{\mathrm {eff} }=3,9\left({\frac {N_{3}}{N_{8}}}\sigma _{S}^{3}\right)^{0,415},}
где N3/N8 — отношение ядер замедлителя и 238U в гомогенной смеси; σ3S — микроскопическое сечение рассеяния замедлителя. Как видно из формулы, эффективный резонансный интеграл уменьшается с ростом концентрации 238U. Чем больше ядер 238U в смеси, тем менее вероятно поглощение отдельным ядром замедляющихся нейтронов. Влияние поглощений в одних ядрах 238U на поглощение в других называют экранировкой резонансных уровней. Она растет с увеличением концентрации резонансных поглотителей.
Рассчитаем для примера эффективный резонансный интеграл в гомогенной смеси природный уран—графит с отношением N3/N8=215. Сечение рассеяния графита σCS=4,7 барн:
{\displaystyle J_{\mathrm {eff} }=3,9\cdot (215\cdot 4,7)^{0,415}=69} барн.

### Гетерогенная система
В гомогенной среде все ядра 238U находятся в одинаковых условиях по отношению к потоку резонансных нейтронов. В гетерогенной среде уран отделён от замедлителя, что существенно сказывается на резонансном поглощении нейтронов. Во-первых, часть резонансных нейтронов становятся тепловыми в замедлителе, не сталкиваясь с ядрами урана; во-вторых, резонансные нейтроны, попадающие на поверхность ТВЭЛов, почти все поглощаются тонким поверхностным слоем. Внутренние ядра 238U экранируются поверхностными и меньше участвуют в резонансном поглощении нейтронов, причем экранировка растет с увеличением диаметра ТВЭЛа d. Поэтому эффективный резонансный интеграл 238U в гетерогенном реакторе зависит от диаметра ТВЭЛа d:
{\displaystyle J_{\mathrm {eff} }=a+{\frac {b}{\sqrt {d}}}.}
Постоянная a характеризует поглощение резонансных нейтронов поверхностными, а постоянная b — внутренними ядрами 238U. Для каждого сорта ядерного топлива (природный уран, двуокись урана и пр.) постоянные a и b измеряются экспериментально. Для стержней из природного урана (а=4,15, b=12,35)
{\displaystyle J_{\mathrm {eff} }=4,15+{\frac {12,35}{\sqrt {d}}},}
где Jeff — эффективный резонансный интеграл, барн; d — диаметр стержня, см.
Найдём для примера эффективный резонансный интеграл 238U для стержня из природного урана диаметром d=3 см:
{\displaystyle J_{\mathrm {eff} }=4,15+{\frac {12,35}{\sqrt {3}}}\approx 11,3} барн.
Сравнение двух последних примеров показывает, что при разделении урана и замедлителя заметно уменьшается поглощение нейтронов в резонансной области.

## Влияние замедлителя
Коэффициент φ зависит от отношения
{\displaystyle {\frac {N_{8}J_{\mathrm {eff} }}{\xi \Sigma _{S}}}={\frac {\Sigma }{\xi \Sigma _{S}}},}
которое отражает конкуренцию двух процессов в резонансной области: поглощение нейтронов и их замедление. Сечение Σ, по определению, аналогично макроскопическому сечению поглощения с заменой микроскопического сечения эффективным резонансным интегралом Jeff. Оно также характеризует убыль замедляющихся нейтронов в резонансной области. С ростом концентрации 238U поглощение резонансных нейтронов увеличивается и, следовательно, меньше нейтронов замедляется до тепловых энергий. На резонансное поглощение оказывает влияние замедление нейтронов. Столкновения с ядрами замедлителя выводят нейтроны из резонансной области и тем интенсивнее, чем больше замедляющая способность {\displaystyle \xi \Sigma _{S}}. Значит, при одинаковой концентрации 238U вероятность избежания резонансного захвата в среде уран—вода больше, чем в среде уран—углерод.
Рассчитаем вероятность избежания резонансного захвата в гомогенной и гетерогенной средах природный уран—графит. В обеих средах отношение ядер углерода и 238U NC/NS=215. Диаметр уранового стержня d=3 см. Учитывая, что ξC=0,159, a σCa=4,7 барн, получаем
{\displaystyle {\frac {N_{8}}{\xi \sigma _{S}^{C}N_{C}}}={\frac {1}{0,159\cdot 4,7\cdot 215}}=0,00625} барн−1.
Найдем коэффициенты гомогенной φгом и гетерогенной φгет систем:
φгом = e−0,00625·68 = e−0,425 ≈ 0,65,
φгет = e−0,00625·11,3 = e−0,0705 ≈ 0,93.
Переход от гомогенной среды к гетерогенной несколько снижает поглощение тепловых нейтронов в уране. Однако этот проигрыш значительно перекрывается уменьшением резонансного поглощения нейтронов, и размножающие свойства среды улучшаются.